# Mörtgölen (Kättilstads socken, Östergötland, 645010-150156)
Mörtgölen är en sjö i Kinda kommun i Östergötland och ingår i Motala ströms huvudavrinningsområde.